# SELLWERK

## SELLWERK
SELLWERK bietet als Netzwerk des deutschen Mittelstands einfache, zukunftssichere und bezahlbare digitale Lösungen und sorgt dafür, dass kleine und mittlere Unternehmen zukunftsorientiert aufgestellt und bundesweit vernetzt sind. 
Mit SELLWERK werden Unternehmen optimal im Netz positioniert und so von ihren (potenziellen) Kunden schnell und einfach gefunden und als relevant erkannt. Je nach digitalem Kenntnisstand/Ambition kann das Unternehmen die digitale Lösung in Eigenregie, mit Unterstützung oder als Rundum-Sorglos-Servicepaket umsetzen.  
Dabei verfolgt SELLWERK die Mission, dass die Digitalisierung nicht nur für die großen Player, sondern auch für den Mittelstand zum Gewinn wird und somit wieder Chancengleichheit im Markt herrscht. Dies ist besonders wichtig, da der Mittelstand als Motor der Wirtschaft die meisten Arbeits- und Ausbildungsplätze zur Verfügung stellt und mit seinen Investitionen vor Ort ein wesentlicher Garant für den Wohlstand der jeweiligen Regionen ist. 

## Geschichte
Die Ursprünge von SELLWERK reichen zurück ins Jahr 1950, als Hans Müller einen regionalen Telefonbuchverlag in Nürnberg gründete. Daraus entwickelte sich die Unternehmensgruppe Müller Medien, die durch Beteiligungen an den Printverzeichnissen Das Telefonbuch, Das Örtliche und Gelbe Seiten bekannt wurde. 
Im Zuge der digitalen Transformation verlagerte sich der Fokus zunehmend auf digitale Sichtbarkeit. Vor diesem Hintergrund wurde SELLWERK als digitale Marke gegründet, um das klassische Verzeichnisgeschäft ins Internetzeitalter zu überführen und kleinen wie mittelständischen Betrieben den Zugang zur digitalen Welt zu erleichtern. Heute versteht sich SELLWERK als technologischer Enabler und Marketingpartner für den Mittelstand.
Eine besondere Rolle in der jüngeren Unternehmensgeschichte spielt Gunther Oschmann, Gesellschafter und Verleger der Unternehmensgruppe Müller Medien. Unter seiner Führung wurde die konsequente Digitalisierung vorangetrieben und SELLWERK als starke Marke etabliert. Für sein langjähriges Engagement in der Medienbranche und seinen Beitrag zur unternehmerischen Entwicklung wurde Oschmann mehrfach ausgezeichnet und geehrt. 

## Unternehmensstruktur
SELLWERK ist in ganz Deutschland tätig und organisiert sich in regionalen Vertriebsbüros, internen Entwickler- und Marketingteams sowie über Partnerschaften mit globalen Plattformen wie Google, Facebook, Instagram, Apple Maps, Yelp, Alexa und Bing. Die Marke ist vollständig in die Struktur der Müller Medien Gruppe eingebettet. 
SELLWERK legt großen Wert auf eine lebendige und werteorientierte Unternehmenskultur. 
Auf der Arbeitgeberplattform Kununu erhält SELLWERK deutlich überdurchschnittliche Bewertungen:
- Unternehmenskultur: 4,0 von 5 Punkten – in der Branche „Medien“ liegt der Durchschnitt nur bei 3,5
- Weiterempfehlungsrate: aktuell bei 82 %
- Das Unternehmen wurde 2025 bereits zum dritten Mal als „Top Company“ ausgezeichnet und gehört damit zu den besten 5 % aller Arbeitgeber in der DACH-Region

## Mission und Vision
SELLWERK verfolgt die Mission, den Mittelstand zu digitalisieren. Im Zentrum steht das Ziel, Chancengleichheit im digitalen Raum herzustellen – besonders für Unternehmen, die bislang aufgrund begrenzter Ressourcen oder fehlender Expertise digital nicht sichtbar waren. Die Vision ist ein vernetzter, lernender Mittelstand, der langfristig wettbewerbsfähig und unabhängig von großen Plattformen agieren kann.  

## Produkte und Leistungen

### SELLWERK Prime
SELLWERK Prime ist das zentrale Steuerungsinstrument für die digitale Präsenz kleiner Unternehmen. Es fungiert als digitales Cockpit, mit dem sich Online-Sichtbarkeit, Bewertungen, Standortinformationen und Unternehmensdaten über ein einziges Dashboard verwalten lassen. Nutzer können über Prime Öffnungszeiten anpassen, Beiträge veröffentlichen und Informationen auf über 60 Plattformen (z. B. Google, Facebook, Apple Maps) synchronisieren. Das System ist wartungsfrei, intuitiv und erfordert kein technisches Vorwissen. 

### Local Listing
Die Local-Listing-Lösung von SELLWERK stellt sicher, dass ein Unternehmen konsistente und korrekte Stammdaten in den wichtigsten Onlineverzeichnissen veröffentlicht. Dazu gehören Google Unternehmensprofil, Bing Places, Apple Maps, Facebook und viele weitere Plattformen. 
Durch diese Datenverteilung verbessert sich die lokale Auffindbarkeit bei Suchanfragen signifikant. Die einheitliche Darstellung der Daten ist ein zentraler Rankingfaktor für Local SEO. 

### Onlinebewertungen
SELLWERK bietet ein integriertes Bewertungssystem zur Analyse, Verwaltung und Beantwortung von Kundenbewertungen auf allen relevanten Plattformen. Nutzer werden bei neuen Rezensionen benachrichtigt und können über vorbereitete Antwortvorlagen reagieren. 
Ziel ist es, Vertrauen aufzubauen und durch kontinuierliche Pflege der Online-Reputation einen positiven Einfluss auf das Kaufverhalten potenzieller Kunden zu nehmen. Ergänzend lässt sich ein Bewertungs-Widget auf der Website integrieren, das die gesammelten Bewertungen in Echtzeit anzeigt. 

### Website-Erstellung
SELLWERK erstellt moderne, responsive und DSGVO-konforme Unternehmenswebseiten. Die Seiten sind suchmaschinenoptimiert, abmahnsicher und beinhalten Hosting sowie technische Wartung. Besonders hervorzuheben ist der integrierte Abmahnkostenschutz, der rechtliche Risiken minimiert. 
Dieses Angebot richtet sich an Betriebe, die eine zuverlässige Online-Präsenz benötigen, ohne selbst in Technik oder Webdesign investieren zu müssen. 

### Social Media Werbung
SELLWERK realisiert professionelle Kampagnen auf sozialen Netzwerken wie Facebook und Instagram. Die Zielgruppenansprache erfolgt präzise anhand geografischer, demografischer und interessensbezogener Merkmale. Anzeigenmotive, Texte und Zielseiten werden individuell erstellt und fortlaufend optimiert. 
Das Ziel besteht darin, lokal relevante Zielgruppen mit minimalem Streuverlust zu erreichen und Conversions messbar zu steigern. 

### Suchmaschinenwerbung (SEA)
Im Bereich SEA (Search Engine Advertising) bietet SELLWERK zertifizierte Google-Ads-Kampagnen an. Die Experten übernehmen Keyword-Recherche, Anzeigenerstellung, Budgetkontrolle und Performanceanalyse. Die Kampagnen werden so ausgerichtet, dass sie Kunden genau in dem Moment erreichen, in dem diese aktiv nach Dienstleistungen oder Produkten suchen. 
Durch die vollständige Transparenz in der Auswertung können Unternehmen ihren Return on Ad Spend (ROAS) jederzeit nachvollziehen und gezielt nachjustieren. 

### Suchmaschinenoptimierung (SEO)
SELLWERK begleitet Unternehmen auch beim organischen Sichtbarkeitsaufbau über nachhaltige Suchmaschinenoptimierung. Hierzu zählen technische Onpage-Optimierungen, strukturierte Inhalte, lokal relevante Keywords und kontinuierliche Erfolgskontrollen. Ziel ist es, unabhängig von Werbebudgets langfristig bei Google und anderen Suchmaschinen gefunden zu werden. 

### SELLWERK Jobs
SELLWERK Jobs ist eine digitale Recruitingplattform, die Unternehmen dabei unterstützt, geeignete Fachkräfte online zu finden. Stellenanzeigen werden automatisiert auf verschiedenen Jobbörsen sowie in sozialen Netzwerken ausgespielt und lassen sich auf der eigenen Website einbinden. Bewerbungen werden zentral gesammelt, was den Auswahlprozess deutlich vereinfacht. 
Dieses Angebot richtet sich speziell an KMU, die mit geringen Mitteln und ohne HR-Abteilung im regionalen Fachkräftemarkt sichtbar werden möchten. 

### Videomarketing
Mit einem eigenen Team produziert SELLWERK hochwertige Image- und Unternehmensfilme. Das Leistungsspektrum reicht von Konzept und Dreh über Schnitt bis hin zur gezielten Verbreitung auf YouTube, Social Media und der Unternehmenswebsite. 
Ziel ist es, mit professionellem Bewegtbild die Aufmerksamkeit der Zielgruppe zu erhöhen, die Markenbindung zu stärken und visuelle Wiedererkennbarkeit zu erzeugen. 

### TV Banner Werbung
SELLWERK bietet KMU die Möglichkeit, auch im klassischen linearen Fernsehen präsent zu sein. Durch regionale TV-Bannerwerbung auf Sendern wie RTL, ProSieben oder SAT.1 erreichen Unternehmen Zielgruppen, die online weniger aktiv sind. Die Spots werden standortbezogen ausgestrahlt und richten sich besonders an lokale Marken mit breitem Publikum. 

### Onlinebuchung
SELLWERK integriert Buchungssysteme, die rund um die Uhr erreichbar sind. Kunden können über die Website oder Google direkt Termine vereinbaren. Die Lösung ist kompatibel mit bestehenden Kalendern und sendet automatische Bestätigungen und Erinnerungen. 
Diese Funktion erhöht die Auslastung und reduziert Verwaltungsaufwand – vor allem in Dienstleistungsbranchen mit hoher Termindichte. 

### SELLWERKCommunity
SELLWERK betreibt eine kostenlose Online-Community, die sich an kleine und mittelständische Unternehmen in Deutschland richtet. Die Plattform bietet themenorientierte Gruppen, Veranstaltungen, Experten sowie Foren für den Austausch unter Unternehmern - ergänzt durch informative Inhalte und vielfältige Interaktionsmöglichkeiten.
Mitglieder können einfache Mini-Webseiten erstellen, um ihr Unternehmen und ihre Dienstleistungen zu präsentieren. Darüber hinaus umfasst die Plattform einen Social-Media-Planer, ein Unternehmensverzeichnis, ein Bewertungssystem (SELLWERK Trusted) sowie einen Marktplatz, der speziell darauf ausgelegt ist, neue Geschäftspartner zu finden. 

## Bedeutung für den Mittelstand
Der deutsche Mittelstand stellt rund 99 % aller Unternehmen und beschäftigt über 55 % aller Arbeitnehmer. SELLWERK sieht sich als Brückenbauer in die digitale Wirtschaft und trägt aktiv zur digitalen Gleichstellung kleiner Betriebe gegenüber Konzernen bei. 
Mit über 150.000 Unternehmen im SELLWERK-Netzwerk und einer Vielzahl erfolgreich umgesetzter Digitalisierungsprojekte leistet SELLWERK einen nachweisbaren Beitrag zur Zukunftssicherheit lokaler Wirtschaftsstrukturen in Deutschland.  